# 廖永來
廖永來（1956年8月1日—），臺灣詩人、政治人物，民主進步黨籍，生於彰化縣二林鎮。

## 生平
1976年廖永來畢業於台中師專，後於臺中縣太平市坪林國小任教；期間開始以筆名廖莫白寫現代詩，得到吳濁流文學獎與洪建全教育文化基金會兒童文學獎。1980年代，廖永來從事黨外運動，並參與環保運動與農民運動，包括反杜邦事件、反核運動。1987年，廖永來因參與反對《中華民國國家安全法》運動，而被開除教職。
1989年，廖永來代表民主進步黨於台中縣參選台灣省議員，以台中縣第一高票落選，是台中縣第一位加入新潮流系的民主進步黨黨員。1992年，廖永來當選第2屆立法委員，後於1995年落選。
1997年，廖永來當選第13屆台中縣長，並主導反拜耳事件；2001年，角逐連任失利。2002年，廖永來曾任行政院中部辦公室執行長、台灣省政府委員、台灣省政府委員兼副主席等公職。2007年5月11日，反賄選研究室負責人王洲明披露，1997年廖永來接任台中縣長，有人出書以「紅包來」一詞影射廖永來收賄，卻未聞廖永來作出任何解釋或說明，2001年廖永來當然連任失敗；廖永來下台四年後，台中縣民「恐怖記憶猶新」，導致2005年形象清新的民進黨台中縣長候選人邱太三在全縣21個鄉鎮市全部慘敗。
2013年1月31日，廖永來接受中評社訪問時說，這幾年他常往來中國大陸，不論是旅遊或是拜訪經商的友人，每去一次大陸，他對大陸巨大改變的印象就更加深刻，尤其在經濟發展上更是令人驚嘆；民進黨成立「中國事務部」，卻提不出工作內容、具體作法與目標，形同虛設，沒有發揮作用，非常可惜。
同年5月4日，廖永來接受中評社訪問時表示，搞政治不能只談理想，更要考量現實、甚至是背後的拳頭；台灣人口有6、7成是中產階級，這些人要的是維持現狀的安定生活而不是動亂；台獨基本教義派還停留在街頭抗爭的激烈手段，這會嚇跑一大堆人；而且台獨人士不會創造新議題或新史觀以開拓新路線、爭取更多支持者，只會搞些膚淺的動作，有如義和團，令人遺憾，最終會成泡影。
同年8月16日，廖永來接受中評社訪問時說，從陳水扁擬向民進黨申請重新入黨時，他就反對陳水扁再次入黨；民進黨卻讓陳水扁再次入黨，這與創黨時所標榜的「清廉、愛鄉土」背道而馳，黨的理想性已蕩然無存；民進黨此時讓陳水扁再次入黨，等於再次向臺灣社會提醒陳水扁曾經做過的事，對民進黨也是一種傷害。
同年10月14日，廖永來接受中評社訪問時批評，民進黨主席蘇貞昌放著正事不管，反而做些讓中國國民黨更加團結的無聊之舉，例如發動不可能在立法院通過的倒閣案；民進黨不處理立法院黨團總召集人柯建銘關說案，「這對社會如何交代得過去」；如果蘇貞昌想要藉由連任黨主席尋求參選2016年總統選舉，請蘇貞昌打消念頭，在總統與黨主席之間二擇一才能專心做好每件事；也請前民進黨主席蔡英文好好規劃2016年大選，不要參選2014年民進黨主席選舉。
2019年長榮航空空服員罷工事件發起人之一廖以勤為廖永來女兒，曾任桃園市空服員職業工會理事。

## 選舉紀錄
| 年度 | 選舉屆數               | 選舉區       | 所屬政黨   | 得票數  | 得票率 | 當選標記 | 備註 |
| ---- | ---------------------- | ------------ | ---------- | ------- | ------ | -------- | ---- |
| 1989 | 第九屆臺灣省議員選舉   | 臺中縣選舉區 | 民主進步黨 | 56,801  | 9.73%  |          |      |
| 1992 | 第二屆立法委員選舉     | 臺中縣選舉區 | 民主進步黨 | 78,148  | 12.68% |          |      |
| 1995 | 第三屆立法委員選舉     | 臺中縣選舉區 | 民主進步黨 | 55,812  | 8.74%  |          |      |
| 1997 | 第十三屆臺中縣縣長選舉 | 臺中縣       | 民主進步黨 | 223,222 | 37.6%  |          |      |
| 2001 | 第十四屆臺中縣縣長選舉 | 臺中縣       | 民主進步黨 | 269,548 | 41.02% |          |      |

## 註解
1. ↑  鄧木卿. . 中評社. 2013-03-19  [2014-07-04]. （原始内容存档于2018-12-09）.
2. ↑  王洲明. . 中國時報. 2007-05-11  [2015-07-04]. （原始内容存档于2015-07-05）.
3. ↑  鄧木卿. . 中評社. 2013-02-01  [2015-05-31]. （原始内容存档于2019-05-02）.
4. ↑  鄧木卿. . 中評社. 2013-05-04  [2014-07-03]. （原始内容存档于2020-09-23）.
5. ↑  鄧木卿. . 中評社. 2013-08-16  [2015-05-31]. （原始内容存档于2019-05-02）.
6. ↑  鄧木卿. . 中評社. 2013-10-14  [2015-05-31]. （原始内容存档于2016-03-05）.

## 外部連結
| 中華民國政府職務 | 中華民國政府職務                                                 | 中華民國政府職務 |
| ---------------- | ---------------------------------------------------------------- | ---------------- |
| 臺中縣政府       |                                                                  |                  |
| 前任： 廖了以    | 台中縣縣長 第十三屆 1997年12月20日－2001年12月20日               | 繼任： 黃仲生    |
| 行政院           |                                                                  |                  |
| 首任             | 行政院中部聯合服務中心執行長 第一任 2003年5月14日－2005年8月14日 | 繼任： 林豐喜    |